# مونتی هلمن
مونتی هِلمَن (انگلیسی: Monte Hellman)؛ (زادهٔ ۱۲ ژوئیهٔ ۱۹۳۲ – درگذشتهٔ ۲۰ آوریل ۲۰۲۱) کارگردان، تهیه‌کننده و تدوین‌گر اهل ایالات متحده آمریکا بود. هلمن مسیر حرفه‌ایش را با کارآموزی تدوین در تلویزیون ای.بی. سی (ABC) آغاز کرد و نخستین تجربهٔ کارگردانی‌اش فیلمی در ژانر وحشت به نام هیولایی از غار جن‌زده (۱۹۵۹) به تهیه‌کنندگی راجر کورمن بود.
از فیلم‌هایش می‌توان به تیراندازی، جاده آسفالت دوطرفه و لس آنجلس بدون نقشه اشاره کرد.

## مرگ
هلمن در ۱۹ آوریل ۲۰۲۱ به دلیل زمین‌خوردن در خانه خود در شرایط بحرانی قرار گرفت و او را به مرکز پزشکی رونالد ریگان دانشگاه کالیفرنیا در لس آنجلس کالیفرنیا منتقل کردند. او در ۲۰ آوریل در سن ۹۱ سالگی در بیمارستان درگذشت.